# Équipe de Pologne féminine de basket-ball
Cet article traite de l'équipe féminine. Pour l'équipe masculine, voir Équipe de Pologne masculine de basket-ball.
Maillots
L’équipe de Pologne féminine de basket-ball est l'équipe nationale qui représente la Pologne dans les compétitions internationales féminines de basket-ball. Elle est placée sous l’égide de la Fédération polonaise de basket-ball (polonais : Polski Związek Koszykówki ou PZKosz). L'équipe est affiliée à la FIBA depuis 1934. Son surnom est "Orły", ce qui signifie « Les aigles ».
L'équipe de Pologne compte cinq médailles lors des trois principales compétitions internationales, avec un titre européen en 1999, deux médailles d'argent en 1980 et 1981 et deux médailles de bronze en 1938 et 1968, ces quatre dernières médailles étant également obtenues lors d'un Championnat d'Europe. Elle participe une seule fois aux Jeux olympiques, en 2000, trois fois à la Coupe du monde et vingt-sept fois au Championnat d’Europe.

## Résultats

### Palmarès
| Compétitions mondiales                             | Compétitions continentales                                                                   |
| -------------------------------------------------- | -------------------------------------------------------------------------------------------- |
| - Jeux olympiques - Néant - Coupe du monde - Néant | - EuroBasket (1) - Vainqueur en 1999 - Finaliste en 1980 et 1981 - Troisième en 1938 et 1968 |

### Parcours en compétitions internationales

#### Jeux olympiques
| Année | Position      |      | Année         | Position |               | Année | Position |
| 1976  | Non qualifiée | 1996 | Non qualifiée | 2016     | Non qualifiée |       |          |
| 1980  | Non qualifiée | 2000 | 8e            | 2020     | Non qualifiée |       |          |
| 1984  | Non qualifiée | 2004 | Non qualifiée | 2024     | Non qualifiée |       |          |
| 1988  | Non qualifiée | 2008 | Non qualifiée | 2028     | -             |       |          |
| 1992  | Non qualifiée | 2012 | Non qualifiée | 2032     | -             |       |          |

#### Coupe du monde
| Année | Position      |      | Année         | Position |               | Année | Position |
| 1953  | Non qualifiée | 1979 | Non qualifiée | 2006     | Non qualifiée |       |          |
| 1957  | Non qualifiée | 1983 | 7e            | 2010     | Non qualifiée |       |          |
| 1959  | 5e            | 1986 | Non qualifiée | 2014     | Non qualifiée |       |          |
| 1964  | Non qualifiée | 1990 | Non qualifiée | 2018     | Non qualifiée |       |          |
| 1967  | Non qualifiée | 1994 | 13e           | 2022     | Non qualifiée |       |          |
| 1971  | Non qualifiée | 1998 | Non qualifiée | 2026     | -             |       |          |
| 1975  | Non qualifiée | 2002 | Non qualifiée | 2030     | -             |       |          |

#### EuroBasket
| Année | Position      |      | Année         | Position |               | Année | Position |
| 1938  | Troisième     | 1976 | 6e            | 2003     | 4e            |       |          |
| 1950  | 6e            | 1978 | 5e            | 2005     | 7e            |       |          |
| 1952  | 5e            | 1980 | Finaliste     | 2007     | Non qualifiée |       |          |
| 1954  | Non qualifiée | 1981 | Finaliste     | 2009     | 9e            |       |          |
| 1956  | 5e            | 1983 | 7e            | 2011     | 9e            |       |          |
| 1958  | 5e            | 1985 | 6e            | 2013     | Non qualifiée |       |          |
| 1960  | 4e            | 1987 | 10e           | 2015     | 18e           |       |          |
| 1962  | 6e            | 1989 | Non qualifiée | 2017     | Non qualifiée |       |          |
| 1964  | 5e            | 1991 | 6e            | 2019     | Non qualifiée |       |          |
| 1966  | 8e            | 1993 | 5e            | 2021     | Non qualifiée |       |          |
| 1968  | Troisième     | 1995 | Non qualifiée | 2023     | Non qualifiée |       |          |
| 1970  | 6e            | 1997 | Non qualifiée | 2025     | Non qualifiée |       |          |
| 1972  | 9e            | 1999 | Vainqueur     | 2027     | -             |       |          |
| 1974  | 9e            | 2001 | 6e            | 2029     | -             |       |          |